# Еймсбері (Массачусетс)
Еймсбері (англ. Amesbury) — місто (англ. city) в США, в окрузі Ессекс штату Массачусетс. Населення — 17 366 осіб (2020).

## Географія
Еймсбері розташоване за координатами 42°51′5″ пн. ш. 70°57′21″ зх. д. / 42.85139° пн. ш. 70.95583° зх. д. (42.851284, -70.955837).  За даними Бюро перепису населення США в 2010 році місто мало площу 35,55 км², з яких 31,76 км² — суходіл та 3,79 км² — водойми.

## Демографія
Згідно з переписом 2010 року, у місті мешкали 16 283 особи в 6642 домогосподарствах у складі 4162 родин. Густота населення становила 458 осіб/км².  Було 7110 помешкань (200/км²).
Расовий склад населення:
| - 96,3 % — білих - 0,7 % — чорних або афроамериканців - 0,7 % — азіатів - 0,2 % — корінних американців |

До двох чи більше рас належало 1,4 %. Частка іспаномовних становила 1,9 % від усіх жителів.
За віковим діапазоном населення розподілялося таким чином: 22,4 % — особи молодші 18 років, 65,2 % — особи у віці 18—64 років, 12,4 % — особи у віці 65 років та старші. Медіана віку мешканця становила 41,2 року. На 100 осіб жіночої статі у місті припадало 93,6 чоловіків;  на 100 жінок у віці від 18 років та старших — 89,1 чоловіків також старших 18 років.
Середній дохід на одне домашнє господарство  становив 93 488 доларів США (медіана — 76 558), а середній дохід на одну сім'ю — 112 072 долари (медіана — 93 618). Медіана доходів становила 66 080 доларів для чоловіків та 55 029 доларів для жінок. За межею бідності перебувало 5,2 % осіб, у тому числі 3,5 % дітей у віці до 18 років та 5,8 % осіб у віці 65 років та старших.
Цивільне працевлаштоване населення становило 9558 осіб. Основні галузі зайнятості: освіта, охорона здоров'я та соціальна допомога — 28,4 %, науковці, спеціалісти, менеджери — 12,8 %, виробництво — 11,7 %, мистецтво, розваги та відпочинок — 10,6 %.